# Overretssagfører L. Zeuthens Mindelegat
Overretssagfører L. Zeuthens Mindelegat er en dansk fond, der uddeler legater og fondsstøtte. Legatets formål er efter bestyrelsens skøn at støtte bestræbelser på det videnskabelige, kunstneriske eller praktiske område, som vil være af betydning for det danske samfund.
Efter overretssagfører Lauritz Zeuthens død 1923 donerede hans to søstre hans betydelige formue til Overretssagfører L. Zeuthens Mindelegat på 1.200.000 kr. (fundats stadfæstet 14. maj 1927) med det formål at støtte sådanne bestræbelser på det videnskabelige, kunstneriske eller praktiske område, som efter legatbestyrelsens skøn vil være af betydning for det danske samfund.
| Fonde | Spire Denne artikel om en fond, legat eller stiftelse er en spire som bør udbygges. Du er velkommen til at hjælpe Wikipedia ved at udvide den. |